# Defy Media
 (janvier 2022).
La mise en forme du texte ne suit pas les recommandations de Wikipédia : il faut le « wikifier ».
Les points d'amélioration suivants sont les cas les plus fréquents :
- Les titres sont pré-formatés par le logiciel. Ils ne sont ni en capitales, ni en gras.
- Le texte ne doit pas être écrit en capitales (les noms de famille non plus), ni en gras, ni en italique, ni en « petit »…
- Le gras n'est utilisé que pour surligner le titre de l'article dans l'introduction, une seule fois.
- L'italique est rarement utilisé : mots en langue étrangère, titres d'œuvres, noms de bateaux, etc.
- Les citations ne sont pas en italique mais en corps de texte normal. Elles sont entourées par des guillemets français : « et ».
- Les listes à puces sont à éviter, des paragraphes rédigés étant largement préférés. Les tableaux sont à réserver à la présentation de données structurées (résultats, etc.).
- Les appels de note de bas de page (petits chiffres en exposant, introduits par l'outil «  Source ») sont à placer entre la fin de phrase et le point final[comme ça].
- Les liens internes (vers d'autres articles de Wikipédia) sont à choisir avec parcimonie. Créez des liens vers des articles approfondissant le sujet. Les termes génériques sans rapport avec le sujet sont à éviter, ainsi que les répétitions de liens vers un même terme.
- Les liens externes sont à placer uniquement dans une section « Liens externes », à la fin de l'article. Ces liens sont à choisir avec parcimonie suivant les règles définies. Si un lien sert de source à l'article, son insertion dans le texte est à faire par les notes de bas de page.
- La présentation des références doit suivre les conventions bibliographiques. Il est recommandé d'utiliser les modèles {{Ouvrage}}, {{Chapitre}}, {{Article}}, {{Lien web}} et/ou {{Bibliographie}}. Le mode d'édition visuel peut mettre en forme automatiquement les références.
- Insérer une infobox (cadre d'informations à droite) n'est pas obligatoire pour parachever la mise en page.

Pour une aide détaillée, merci de consulter Aide:Wikification.
Si vous pensez que ces points ont été résolus, vous pouvez retirer ce bandeau et améliorer la mise en forme d'un autre article.
Defy Media était une société américaine de médias numériques qui produisait du contenu en ligne original pour le groupe d'âge des 12 à 34 ans. Fondée à l'origine en 1996 sous le nom d'Alloy Online (plus tard Alloy Digital), la société finale a été formée en 2013 par sa fusion avec Break Media.
Le 6 novembre 2018, la société a cessé ses activités après que ses actifs aient été gelés par des créanciers laissant des canaux comme Smosh sans société. Plusieurs anciens employés ont blâmé la mauvaise gestion financière, avec des frais dédiés à YouTube élevés, des problèmes juridiques, une expansion trop agressive et un marché publicitaire en contraction ont également été décrits comme des facteurs contributifs,.

## Histoire

### Alloy, Inc.
Alloy, Inc. (également connu sous le nom d'Alloy Online) a été fondé en 1996 par James K. Johnson et Matthew Diamond en tant que société holding pour Alloy, un magazine et un site web destinés aux adolescents. Au moment où la société est devenue publique en mai 1999, le site Web a généré 15,5 millions de dollars de revenus mensuels et 1,3 million d'utilisateurs enregistrés. En janvier 2000, ils ont acheté l'éditeur de livres 17th Street Productions, en le renommant Alloy Entertainment. 

### Alloy Digital
En 2009, Alloy a créé une division appelée Alloy Digital Networks pour gérer ses propriétés en ligne. 
Alloy a ensuite été rendu privé par le biais d'une acquisition par un groupe d'investissement dirigé par ZMC en 2010, et a été réincorporé sous le nom d'Alloy Digital en 2011. Au cours des deux années suivantes, Alloy Digital acquiert Smosh, Themis Media (société mère de The Escapist et WarCry Network), Generate LA-NY et Clevver Media. ZMC vend également Alloy Entertainment à Warner Bros. Television en 2012.

### Fusion et investissement
En octobre 2013, Alloy Digital et Break Media fusionne pour devenir Defy Media. L'accord est négocié par RBC Capital Markets et l'entité résultante appartient en partie à ZMC, ABS Capital Partners et Lionsgate. 
En 2014, Viacom achète des parts de Defy Media en échange de GameTrailers, Addicting Games et Shockwave. En 2016, Defy investie 70 millions de dollars par Wellington Management Company et ZMC s'est retiré de l'investissement en 2017.

### Déclin
En mars 2018, Defy Media licencie 8% de ses effectifs. Joe Bereta, directeur créatif de Smosh, quitte son poste pour être remplacé par son ancien partenaire de comédie Luke Barats. En juin, plusieurs éditeurs affirme que Defy ne les avait pas payés pour la publicité. L'un de ces éditeurs, Topix, a intenté une action en justice pour 300 000 $. 
En juillet 2018, Defy vend The Escapist à Enthusiast Gaming et ScreenJunkies à Fandom. 
À l'automne 2018, l'ancien PDG, Matt Diamond, ainsi que d'autres employés font plusieurs offres au créancier principal de l'entreprise, Ally Bank, pour acheter l'entreprise. Finalement, la banque rejette ces offres et le 6 novembre 2018, Defy Media annonce qu'elle ferme ses opérations avec effet immédiat et licencie tous les employés de son bureau de production de Beverly Hills. Moins d'un jour après cette annonce, les actifs de la société sont gelés par les créanciers. 
Les anciens employés et cadres ont blâmé les mauvaises pratiques financières et les investissements irréalistes. Une dépendance excessive à l'égard des principales plateformes de réseaux sociaux et les changements dans l'espace de marché pour les nouveaux médias ont également été décrits comme des facteurs contributifs,. 
Le PDG de Smosh, Ian Hecox, déclare qu'il cherche un nouveau débouché pour la marque Smosh. Le 22 février 2019, Mythical Entertainment acquiert Smosh. 
L'ancien responsable du développement de l'audience de Defy Media, Matthew "MatPat" Patrick, déclare que la société lui avait volé 1,7 million de dollars ainsi qu'à d'autres YouTubers.

## Activités
Defy Media possédait et exploitait des marques en ligne, notamment Smosh, Shut Up! Cartoons, WarCry Network, Smosh Games, Clevver Media, Break.com, The Escapist, AddictingGames.com, Gurl.com, MadeMen, CagePotato, The Warp Zone et Chickipedia, certaines marques étant héritées de Break Media. Chacune de ces marques exploitait un site Web et une chaîne YouTube dédiés à la comédie, au divertissement filmé, à l'actualité, aux jeux vidéo, au contenu viral, à la culture féminine, à la culture masculine ou au MMA. Les offres de programmes en ligne de Defy Media comprenaient The Single Life, The Confession, Fashion on the Fly, Règles de rencontre, Chasing, Règles de style, Wendy, Style Setters et The Sub. 